# Södra Solberga
Södra Solberga är kyrkbyn i Södra Solberga socken, Vetlanda kommun och ligger cirka 2,5 mil söder om Vetlanda. 
Kyrkan Södra Solberga kyrka ligger här. 
I byn finns ett sockenråd och en badhusförening. Det finns även en syförening och en Vi Ungaklubb. Där finns en tennisbana, Södra Solberga Bastu och sockenstugan.  I byn finns även frisersalong, en stallinredare, flertal snickare, och skogsföretag.
- Wikimedia Commons har media som rör Södra Solberga.